# 다과상
다과상(茶菓床)은 식사 시간이 아닌 때 방문한 손님에게 대접하는 상이며, 음료와 한과, 떡, 과일 등이 놓인다.